# Hafid Aggoune
Hafid Aggoune (Saint-Étienne, 17 marzo 1973) è uno scrittore francese.

## Opere
- Les Avenirs, Tours, éditions Farrago, 2004 (premiato con il Prix de l'Armitière 2004 e il Prix Fénéon 2005)
- Quelle nuit sommes-nous ?, 2005, Farrago
- Premières heures au paradis, 2008, Denoël
- Rêve 78, 2009, Gallimard, coll. Joëlle Losfeld